# Jack Bee Garland
Jack Bee Garland (9 de dezembro de 1869 – 19 de setembro de 1936) também conhecido como Elvira Virginia Mugarrieta, Babe Bean, Jack Beam, Jack Maines, e Beebe Beam, foi um autor, aventureiro, enfermeiro e jornalista. Garland foi designado mulher ao nascer, mas viveu como homem no distrito de Tenderloin, em São Francisco, e teve relacionamentos eróticos com jovens que conheceu lá, tornando-o um exemplo notável de homem trans, bem como de homem trans atraído por outros homens.

## Vida e carreira

### Como Babe Bean
Nascido em São Francisco, Califórnia, filho de pai que era oficial militar servindo como cônsul mexicano em São Francisco, Garland fixou residência em 1897 em Stockton, Califórnia. Usando o nome de Babe Bean e fingindo ser mudo, Garland conseguiu um emprego no The Stockton Evening Mail escrevendo histórias que focavam em problemas sociais como jogos de azar.

### Como Beebe Beam
Em 5 de outubro de 1899, Garland adotou a identidade masculina de Beebe Beam e acompanhou as forças do Exército dos Estados Unidos às Filipinas em 1899 para participar da Guerra das Filipinas por um ano, escrevendo: "Eu vi a guerra e a vivi". Beam era grumete no transporte de tropas da City of Para para pagar a passagem para as Filipinas. Beam ficou doente durante a viagem e foi desembarcado depois que o capitão descobriu sobre o sexo biológico de Beam. Os soldados alistados fizeram uma arrecadação para comprar a passagem. Quando o capitão não permitiu que Beam voltasse ao navio, os soldados deram a Beam um uniforme e esconderam-no até que estivessem em segurança longe do Havaí. Beam foi descoberto novamente e confinado, mas, vestido como soldado, Beam escapou e seguiu os regimentos até suas guarnições filipinas. Beam serviu como intérprete e enfermeiro de língua espanhola, vivendo em campos militares nos décimo sexto, vigésimo nono, quadragésimo segundo e quadragésimo quinto regimentos de infantaria voluntária dos Estados Unidos. Durante esse tempo nas Filipinas, Beam não participou de combates, mas testemunhou a Batalha de San Mateo e juntou-se a várias marchas por Luzon. Beam acompanhou as forças militares dos Estados Unidos a Santa Cruz, Laguna de Bay, Camarines e Caloccan, bem como a Manila e guarnições menores.
Beam passou quase um ano nas Filipinas antes de retornar aos Estados Unidos. Em 21 de outubro de 1900, Beam publicou "My Life as a Soldier" na San Francisco Examiner Magazine. Embora Beam nunca tenha se alistado e não tenha participado de combate, Beam divulgou a história como uma mulher soldado nas Filipinas.
Durante a Primeira Guerra Mundial, Beam foi preso em dezembro de 1917 em Seal Beach como espião alemão.

### Como Jack Bee Garland
Pouco depois de publicar a aventura nas Filipinas, Beam abandonou a redação de jornais e assumiu a identidade de Jack Bee Garland, vivendo como homem até a morte. Jack Garland estava comprometido com o trabalho social com a Cruz Vermelha Americana e outras organizações de caridade.
Garland morreu de peritonite em São Francisco em 19 de setembro de 1936. O hospital descobriu o sexo biológico de Garland, provocando uma série de artigos em jornais. Garland tinha uma tatuagem que mostrava uma bandeira americana sob a palavra Manila ao lado de uma insígnia de infantaria. Os jornais sugeriram que Garland deveria ser enterrado com honras militares como veterano, e a irmã de Garland, Victoria Shadbourne, perpetuou a ideia ao sugerir que Beebe Beam havia sido tenente do Exército dos Estados Unidos. Não existia nenhum registro desse serviço e foi negado a Garland um enterro militar.
O homem trans Lou Sullivan escreveu uma biografia detalhada de Garland.